# Steven Camilleri
Steven Camilleri (Pietà, 4 luglio 1990) è un pallanuotista maltese, attaccante della De Akker Team. Inizia la carriera nel Neptunes Malta, con cui gioca nel campionato estivo maltese, per poi proseguirla al Partizan Belgrado, dove vince un campionato serbo ed una Coppa di Serbia.

## Statistiche

### Presenze e reti nei club
Statistiche aggiornate al 23 dicembre 2010.
| Stagione         | Squadra          | Campionato       | Campionato | Campionato | Coppe nazionali | Coppe nazionali | Coppe nazionali | Coppe continentali | Coppe continentali | Coppe continentali | Totale | Totale |
| Stagione         | Squadra          | Comp             | Pres       | Reti       | Comp            | Pres            | Reti            | Comp               | Pres               | Reti               | Pres   | Reti   |
| ---------------- | ---------------- | ---------------- | ---------- | ---------- | --------------- | --------------- | --------------- | ------------------ | ------------------ | ------------------ | ------ | ------ |
| 2008-2009        | Bogliasco        | A1               | ?          | 42         |                 | -               | -               |                    | -                  | -                  |        | 42     |
| 2009-2010        | Bogliasco        | A1               | ?          | 56         |                 | -               | -               |                    | -                  | -                  | ?      | 56     |
| 2010-2011        | Bogliasco        | A1               | 10         | 17         |                 | -               | -               |                    | -                  | -                  | 10     | 17     |
| Totale Bogliasco | Totale Bogliasco | Totale Bogliasco | ?          | 115        |                 | -               | -               |                    | -                  | -                  | ?      | 115    |
| Totale carriera  | Totale carriera  | Totale carriera  | ?          | ?          |                 | -               | -               |                    | -                  | -                  | ?      | ?      |